# コジコジ (小惑星)
コジコジ (2129 Cosicosi) は、小惑星帯に位置する小惑星である。
1973年9月、パウル・ヴィルトがスイスのツィンマーヴァルト天文台で発見した。

## 名称
「まあまあ（良くも悪くもない）」といったニュアンスをもつイタリア語の "cosi cosi" から名付けられた。命名文では"characterization of indifference"（無頓着な性格描写）とある。
命名は1980年6月の小惑星回報で公表された。同時に、パウル・ヴィルトが発見した小惑星に対して、(2033) バシレア、(2034) ベルヌーイ、(2037) トリパクセプタリス、(2038) ビストロ、(2138) スイスエア が命名されている。